# Shahrestān-e Zarandīyeh
Shahrestān-e Zarandīyeh (persiska: شهرستان زرنديه, زرنديه) är en delprovins (shahrestan) i Iran.   Den ligger i provinsen Markazi, i den nordvästra delen av landet, 110 km väster om huvudstaden Teheran.
Delprovinsen hade 63 907 invånare 2016.